# Fodor Bálint
Fodor Bálint, más neveken Kolozsvári Fodor Bálint, Kolozsvári Crispus Bálint, Valentinus Crispus 16. századi erdélyi evangélikus, majd református pap.

## Élete
Fodor István kolozsvári bíró fia volt. 1555-ben a wittenbergi egyetemen tanult.
Fontos szerepet játszott a tordai magyarok református hitre térítésében. Az 1557. június 13-án a Kolozsváron tartott hitvitán a zsinat elítélte Kálmáncsehi Sánta Márton, Szegedi Lajos és Fodor Bálint kálvinista tanait, és Luther Márton tanítását fogadta el. A zsinat elnöke Dávid Ferenc volt. 1558. május 28-án a kolozsvári városi tanács és a százférfiak úgy határoztak, hogy Fodor Bálintot tanítóként alkalmazza. A tisztségre való alkalmasságát Dávid Ferenc, a város akkori főpapja vizsgálta meg.
Epigrammát írt Christian Schesaeushoz, mely ennek Elegia de falsis prophetis... című művével jelent meg (1558).

## Művei
- Psalmi Dvo Elegiaco Carmine Redditi a Valentino Crispo Pannonio. Item Praecatio Ad Filivm Dei Pro Pvblica Salvte Pannoniae. Wittenberg: (kiadó nélkül). 1557.